# Geraldine Brooks (scrittrice)
Geraldine Brooks (Sydney, 14 settembre 1955) è una scrittrice e giornalista australiana naturalizzata statunitense, vincitrice del Premio Pulitzer per la narrativa nel 2006 con il romanzo March (L'idealista).

## Biografia
Geraldine Brooks è nata nel 1955 nei quartieri ovest di Sydney in Australia, ha frequentato dapprima il Bethlehem College (nel quartiere di Ashfield), una scuola secondaria cattolica per sole ragazze dalla caratteristica uniforme viola, e in seguito l'Università di Sydney, l'università pubblica della città e anche la più antica dell'Australia.
Finiti gli studi la sua prima occupazione come reporter al The Sydney Morning Herald, un quotidiano tra i più letti in Australia (e, curiosamente, anch'esso il più vecchio del paese, proprio come l'università da lei frequentata). In seguito si è trasferita a New York dove ha conseguito un master in giornalismo alla Columbia University Graduate School of Journalism, e ha iniziato a lavorare per il Wall Street Journal e nel 1990 ha ottenuto, con il marito Tony Horwitz, l'Overseas Press Club per il miglior servizio di giornalismo dall'estero, grazie al suo lavoro di inviata in Africa, nel Medio Oriente, nei Balcani e soprattutto nel Golfo Persico. Successivamente ha lavorato anche per il New York Times e per il Washington Post, sempre come corrispondente di guerra.
Nel 1994, in qualità di corrispondente, si è recata in Nigeria per documentare le proteste dell'etnia Ogoni a causa della devastazione del Delta del Niger per l'eccessivo sfruttamento petrolifero da parte di Shell e Chevron. La Brooks è stata arrestata dai militari nigeriani e trattenuta per tre giorni.
Il suo primo libro risale all'anno 1994, pubblicato in Italia nel 1998 da Sperling & Kupfer con il titolo Padrone del desiderio: L'universo nascosto delle donne musulmane, subito rivelatosi un best seller tradotto in 17 lingue; si tratta di una sorta di documentario sulla vita delle donne in Medio oriente, basato sulle sue esperienze da giornalista. Il suo secondo libro Padrona del mio destino è invece del 1997 (pubblicato in Italia nel 2001, ancora con Sperling & Kupfer), che nel 1999 le è valso il premio letterario Nita Kibble per scrittrici.
Il suo primo romanzo, Year of Wonders, è stato pubblicato nel 2001, ed edito in Italia nel 2005 da Neri Pozza con il titolo Annus mirabilis. Si tratta di un romanzo storico ambientato in un villaggio del Derbyshire nel 1665-66, gli anni della grande peste di Londra, protagonista una giovane ragazza intenta a salvare il proprio villaggio dall'epidemia. Con questo romanzo, che l'ha lanciara a livello internazionale, nel 2002 Brooks ha vinto il Premio Alex.
Molto importante anche il romanzo successivo March (edito in Italia nel 2005 da Neri Pozza con il titolo L'idealista), grazie al quale si guadagnò la vittoria del Premio Pulitzer per la narrativa. Si tratta di un altro romanzo storico, sostanzialmente basato sulla storia di Piccole donne di Louisa May Alcott e che narra dell'esperienza del padre delle sorelle March durante la guerra di secessione, negli Stati Uniti d'America. Molto ben accolto dalla critica vinse l'ambito premio nell'aprile del 2006, prima australiana a vincerlo.
Anche il successivo People of the Book del 2008 (pubblicato da Neri Pozza nel 2009 con il titolo I custodi del libro) è di stampo storico e narra la vera storia della Haggadah di Sarajevo, un manoscritto miniato del XIV secolo, attraverso gli occhi di una giovane restauratrice nell'ultima fase dell'assedio di Sarajevo. La vicenda è stata ispirata alla Brooks da un articolo che la stessa aveva scritto, pubblicato dal New Yorker il 3 dicembre 2007. Il romanzo ha vinto l'Australian Book of the Year Award e l'Australian Literary Fiction Award nel 2008.
Del 2011 il romanzo Caleb's Crossing (L'isola dei due mondi, nell'edizione italiana di Neri Pozza), ispirato alla vita di Caleb Cheeshahteaumauk, della tribù Wampanoag, convertito al cristianesimo, che è stato il primo nativo americano a laurearsi all'Harvard Indian College negli anni sessanta del XVII secolo.
Del 2015 The Secret Chord (L'armonia segreta, nell'edizione italiana di Neri Pozza), sulla vita del re biblico Davide e del suo profeta Natan.
Nel 2022 è uscito Horse (edito in Italia da Neri Pozza con il titolo Come il vento). Il titolo originale si riferisce allo stallone baio Lexington, realmente vissuto negli anni 1850-1875, e del suo addestratore afroamericano che segue il cavallo nei vari passaggi di proprietà.
È anche l'occasione per la Brooks di affrontare il tema del razzismo tuttora presente negli Stati Uniti del XXI secolo.

## Vita privata
È stata sposata con il giornalista Tony Horwitz (1958 – 2019), per il quale si è convertita all'ebraismo, che gli ha dato un figlio di nome Nathaniel e con il quale ha adottato un bambino etiope, Bizuayehu detto "Bizu".
Naturalizzata statunitense nel 2002, ha mantenuto la cittadinanza australiana. Vive a West Tisbury, sull'isola di Martha's Vineyard.

## Opere

### Narrativa
- Annus mirabilis (Year of Wonders, 2001), traduzione di Francesca Diano, Neri Pozza, 2003, ISBN 88-7305-935-X
- L'idealista (March, 2005), traduzione di Chiara Gabutti, Neri Pozza, 2005, ISBN 88-545-0027-5
- I custodi del libro (People of the Book, 2008), traduzione di Massimo Ortelio, Neri Pozza, 2009, ISBN 978-88-545-0252-9
- L'isola dei due mondi (Caleb's Crossing, 2011), traduzione di Massimo Ortelio, Neri Pozza, 2011, ISBN 978-88-545-0547-6
- L'armonia segreta (The Secret Chord, 2015), traduzione di Massimo Ortelio, Neri Pozza, 2016, ISBN 978-88-545-1225-2
- Come il vento (Horse, 2022), traduzione di Massimo Ortelio, Neri Pozza, 2022, ISBN 978-88-545-2533-7

### Saggistica
- Padrone del desiderio. L'universo nascosto delle donne musulmane  (Nine Parts of Desire: The Hidden World of Islamic Women, 1994), Sperling & Kupfer, 1998, ISBN 9788878248854
- Padrona del mio destino (Foreign Correspondence: A Pen Pal's Journey from Down Under to All Over, 1997), Sperling & Kupfer, 2001
- (EN) The Idea of Home: Boyer Lectures 2011, ABC Books, 2011